# Bolckow (Missouri)
Bolckow ist eine Gemeinde mit dem Status „City“ im Andrew County im US-Bundesstaat Missouri. Das U.S. Census Bureau hat bei der Volkszählung 2020 eine Einwohnerzahl von 163 ermittelt.

## Geographie
Die Koordinaten von Bolckow liegen bei 40°6'49" nördlicher Breite und 92°49'19" westlicher Länge.
Nach Angaben der United States Census 2020 erstreckt sich das Stadtgebiet von Bolckow über eine Fläche von 0,85 Quadratkilometer (0,33 sq mi). Das komplette Stadtgebiet befindet sich an Land.

## Bevölkerung
Nach der United States Census 2010 lebten in Bolckow 187 Menschen verteilt auf 78 Haushalte und 54 Familien. Die Bevölkerungsdichte betrug 220,0 Einwohner pro Quadratkilometer (566,7/sq mi).
Die Bevölkerung setzte sich 2010 aus 98,4 % Weißen, 0,5 % Asiaten, 0,2 % aus anderen ethnischen Gruppen und 1,1 % mit zwei oder mehr Ethnien zusammen. Bei 0,5 % der Bevölkerung handelte es sich um Hispanics oder Latinos. Von den 78 Haushalten lebten in 33,3 % Familien mit Kindern unter 18, in 47,4 % der Haushalten lebten verheiratete Paare ohne Kinder und in 8,9 % der Haushalten lebten Personen über 65 alleine.
Von den 187 Einwohnern waren 25,7 % unter 18 Jahre, 5,8 % zwischen 18 und 24 Jahren, 30,4 % zwischen 25 und 44 Jahren, 22,6 % zwischen 45 und 64 Jahren und in 15,5 % der Menschen waren 65 Jahre oder älter. Das Durchschnittsalter betrug 33,5 Jahre und 50,3 % der Einwohner waren männlich.

## Belege
1. ↑  US Census Bureau: Search Results Total Population in Bolckow city, Missouri. Abgerufen am 20. Dezember 2023 (amerikanisches Englisch).
2. ↑   United States Census
3. ↑   American Fact Finder